# Ruben's Place
Ruben's Place è un film del 2012, diretto da Sam Vasquez.

## Trama
Il giovane Ruben fa ritorno a casa per prendersi cura del padre malato. Il giovane inizia a lavorare nel magazzino dello zio e presto incontra dopo anni il suo amico d'infanzia Jimmy. Ben presto i due scopriranno di essere innamorati l'uno dell'altro.

## Produzione
Il film è stato girato con un budget stimato di 10.000 dollari.